# Agnes av Kleve
Agnes av Kleve, född 1422, död 1448, var titulärdrottning av Navarra 1441–1448, gift med Navarras tronföljare och titulärkung Karl av Viana.